# Заїчинська сільська рада
Заїчинська сільська рада — колишній орган місцевого самоврядування у Семенівському районі Полтавської області з центром у c. Заїчинці.
Населення — 1002 осіб.

## Населені пункти
Сільраді були підпорядковані населені пункти:
- c. Заїчинці
- с. Бакумівка
- с. Середине
- с. Тройняки